# Orenaia alpestralis
Orenaia alpestralis ist ein Schmetterling aus der Familie der Crambiden (Crambidae).

## Merkmale
Die Falter haben eine Flügelspannweite von 16 bis 20 Millimeter. Die Labialpalpen sind schwarz, weiß gebändert und ventral überwiegend weiß. Kopf und Körper sind schwarz und mit weißen haarartigen Schuppen durchmischt. Das Abdomen ist mit weißen Intersegmentringen gezeichnet. Die Vorderflügel sind fahl bläulich grau und fein schwarz gefleckt und durchmischt. Die Durchmischung ist im basalen Drittel und im Subterminalbereich besonders kräftig. Die schmalen, weißen gezähnten Subbasal-, Antemedian- und Postmedianlinien sind entweder ziemlich deutlich oder mehr oder weniger durch schwarze Flecke ausgelöscht, sodass nur am Costalrand der Beginn der inneren bzw. äußeren Querlinie erkennbar ist. Der Diskalfleck ist klein und deutlich, er ist nieren- oder „8“-förmig. Die Fransenschuppen sind weiß und bräunlich gescheckt. Die Hinterflügel sind mit einer undeutlichen fahlen und gekrümmten äußeren Querlinie gezeichnet. Der distal zur äußeren Querlinie gelegene Bereich ist häufig dunkler als das Wurzelfeld. Die Unterseiten der Vorderflügel sind fahl grau und glänzen. Die Costalader ist bis zur äußeren Querlinie weißlich; zwischen dieser und dem Flügelaußenrand befindet sich ein dunklerer Bereich. Die äußere Querlinie ist schwarz und um den schwarzen Diskalfleck herum stark gebogen. Dorsal dazu verläuft sie spitzwinklig, bevor sie zum Flügelinnenrand hin abknickt. Am Flügelaußenrand befinden sich zwischen den Adern sehr kleine schwarze Flecke. Die Fransenschuppen sind bräunlich grau und an der Basis fahler. Die Unterseiten der Hinterflügel sind ähnlich gefärbt, aber mit dunklen Schuppen gesprenkelt und im Saumbereich dunkler. Die breite äußere Querlinie ist wellenförmig und distal weiß gerandet. Ein kleiner Diskalfleck befindet sich bei einem Viertel der Hinterflügellänge. Die Fransenschuppen sind weißlich und haben eine dunklere basale Hälfte.
Die Intensität der dunklen Sprenkelung auf der Vorderflügeloberseite ist variabel. Die in den slowenischen Kalkalpen vorkommende Unterart Orenaia alpestralis kautzi hat bläulich graue Vorderflügel. Sie sind weniger stark getönt und die Querlinien sind weniger deutlich schwarz gerandet. Die Ober- und Unterseiten der Hinterflügel sind identisch mit denen der Nominatform. In den italienischen und Schweizer Alpen wurden Exemplare beobachtet, die O. a. kautzi ähneln, dabei handelt es sich aber um eine lokale Form.
Die in den Pyrenäen vorkommende Unterart Orenaia alpestralis canigouensis hat eine Flügelspannweite von 17 bis 18 Millimeter. Sie unterscheidet sich von der Nominatform durch die zeichnungslosen proximalen Hälften der Hinterflügeloberseiten, bei denen die Mittellinie deutlich sichtbar ist. Bei der Form nigra  Prüffer handelt es sich um dunkel gefärbte Exemplare aus dem Gebiet der polnischen Tatra. Bei den männlichen Genitalien der Populationen aus den Pyrenäen, die von Leraut der Unterart O. a. canigouensis zugeordnet werden, ist der Phallus im Bereich des Coecum Penis nicht verdickt und der Uncus ist kürzer und weniger schmal.
Bei den Männchen ist die Juxta sehr breit und an der Basis schwach gespalten. Der Phallus ist mit einer unregelmäßig geformten Cornutigruppe versehen.
Bei den Weibchen sind Corpus bursae und der nach vorn gerichtete Lobus ungefähr gleich groß. Die weiche und schlaffe Wand des Corpus ist nahezu vollständig von zwei sehr großen Signa bedeckt. Der Ductus bursae ist schlaff und verjüngt sich nur wenig. An der Basis ist er durch das trichterförmige Antrum stark eingeschnürt.
Die erwachsenen Raupen sind 20 bis 22 Millimeter lang, rötlich grau und mit dünnen Längslinien gezeichnet. Die Pinaculae (Warzen oder kleine sklerotisierte Bereiche an der Borstenbasis) sind schwarz, die Borsten sind lang und fahl. Der Kopf ist braun und an den Seiten schwarz. Die Prothorakalplatte ist braun und mit einigen schwarzen Flecken gesprenkelt. Die Stigmata sind schwarz.
Die einzige von Patocka untersuchte Puppe ist etwa 9,5 × 2,3 Millimeter groß. Sie ist braun, schlank und fein skulpturiert. Die Exuvie ist heller.
Die Maxillarpalpen sind sensenförmig. Die Vorderschenkel sind deutlich erkennbar. Die Enden der Hinterbeine sind differenzierbar und klein. Die Fühler sind etwa so lang wie die Mittelbeine. Der Kremaster ist dreieckig und spitz. Die Kremasterborsten sind mittellang und hakenartig. Sie stehen zerstreut an erhabenen Basen (D2, Sd1, L1) oder an der Kremasterspitze enger zusammen (D2).

## Ähnliche Arten
Orenaia alpestris ist eine der kleineren Arten aus der Gattung Orenaia  und zeichnet sich durch die blaugraue und schwarze Färbung der Vorderflügel und die kräftig gezeichneten Flügelunterseiten aus (siehe Orenaia andereggialis).

## Verbreitung
Orenaia alpestralis kommt in den Pyrenäen, den Alpen, auf der Balkanhalbinsel und in den Karpaten vor.

## Biologie
Die Raupen entwickeln sich an alpin vorkommenden Kreuzblütengewächsen. Sie sind träge und verbergen sich tagsüber unter Wurzelblättern. Nachts fressen sie sowohl an frischen als auch an vertrockneten Blättern. Die Raupen überwintern von Oktober bis März in einem Hibernaculum und schließen die Entwicklung im kommenden Jahr bis Juni ab. Sie verpuppen sich in einem Kokon aus zusammengesponnenen Pflanzenstücken. Die Falter fliegen von Juli bis August.

## Systematik
Aus der Literatur sind die folgenden Synonyme bekannt:
- Phalaena alpestralis Fabricius, 1787
- Phalaena Noctua alpina Hübner, 1793
- Pyralis tristana Fabricius, 1794
- Crambus alpestris Fabricius, 1798
- Pyralis rupestralis Geyer in Hübner, 1833
- Orenaia alpestralis var. kautzi Hauder, 1910
- Oreneia alpestralis ab. nigra Prüffer, 1923
- Oreneia alpestralis ssp. canigouensis Leraut, 2003

## Belege
1. 1 2 3 4 5 6 7  Barry Goater, Matthias Nuss, Wolfgang Speidel: Pyraloidea I (Crambidae, Acentropinae, Evergestinae, Heliothelinae, Schoenobiinae, Scopariinae). In: P. Huemer, O. Karsholt, L. Lyneborg (Hrsg.): Microlepidoptera of Europe. 1. Auflage. Band 4. Apollo Books, Stenstrup 2005, ISBN 87-88757-33-1, S. 100 (englisch).
2. ↑  Jan Patocka (2001): Die Puppen der mitteleuropäischen Zünsler (Lepidoptera: Pyraloidea, Pyralidae). Unterfamilien Acentropinae, Odontiinae, Evergestinae und Pyraustinae. In: Linzer biologische Beiträge. 33(1), S. 12 (zobodat.at [PDF]).
3. ↑  Orenaia alpestralis bei Fauna Europaea. Archiviert vom Original im Internet Archive. Abgerufen am 22. Juli 2015
4. ↑  Global Information System on Pyraloidea (GlobIZ). Abgerufen am 22. Juli 2014.